# Свободники
Свобо́дники, они же «Сыны́ Свобо́ды», «Бо́жьи лю́ди» и фридоми́ты (англ. freedomites) — религиозное движение, возникшее в начале XX века в среде русских эмигрантов в Канаде.
Первое известное появление свободников произошло в 1902 году в провинции Саскачеван, затем они появились в регионах Кутеней (англ. Kootenays) и Баундари Кантри (англ. Boundary Country) провинции Британская Колумбия как сторонники духовного христианства, отделившиеся от духоборов.
Свободники отвергали частную собственность на землю, использование тяглового скота, обучение в государственных школах. Стали известны своими выходами в обнажённом виде на демонстрации протеста, затем пытались добиться своих целей с помощью поджогов и подрывов самодельных взрывных устройств.
В англоязычной литературе 1920 годов представители этого движения чаще всего именовались «Сынами свободы» (англ. Sons of Freedom); в прессе их часто называли духоборами, несмотря на их отделение от остального духоборческого движения.
С 1908 года канадские духоборы начали разделяться на «Сообщество» (англ. Community) и «независимых» (англ. Independent). Большинство духоборов из «Сообщества» поддерживали Петра Веригина и вместе с ним покупали земли в Кутнее и Баундари Кантри. «Независимые» оставались с Саскачеване, где регистрировали свои права на землю и посещали публичные школы. Свободники (фридомиты) жили там же, но были против как «Сообщества», так и «независимых» духоборов. Из-за этого разделения разные течения духоборов нередко путают.
К 1970-м годам общее количество активных духоборов всех направлений в Канаде составляло около 20 тысяч человек, из них около 2500 были потомками свободников. Но сейчас очень немногие продолжают идентифицировать себя со свободниками или практиковать подобные акции протеста; намного больше присоединились к организации USCC Community Doukhobors.

## Вероучение и религиозная практика
Собрания свободников проходят примерно так же, как и у других духовных христиан, фольк-протестантов российского происхождения. Они собираются в зданиях и помещениях без специального декора, сидят на скамейках. На собраниях разговаривают в основном на русском языке; на русском же написаны их молитвы, религиозные гимны и песни. Идеалом для свободников остаётся традиционная русская общинная мирная сельская жизнь, с собственным производством пищевых продуктов и строительством домов своими силами. Но при этом у них практикуется религиозный экстаз, активный протест против того, что неприемлемо в их религии, а их отношение к внешнему регулированию является анархическим.

## Публичные протесты
Свободники, как и многие другие духоборы, эмигрировали из Российской Империи в Канаду, чтобы жить в стране с большей религиозной и личной свободой. Однако и с канадскими властями у духоборов начались конфликты, в основном из-за обязательного обучения детей в государственных публичных школах и обязательной государственной регистрации земельных участков и прав собственности на них. Свободники в основном отказывались отдавать своих детей в государственные школы.
Правительства провинций Саскачеван и Британская Колумбия не приняли во внимание доклады социологов о причинах озабоченности родителей-духоборов и не попытались найти мирное компромиссное решение, а решили наказывать свободников, отказавшихся отдавать своих детей на государственное обучение.

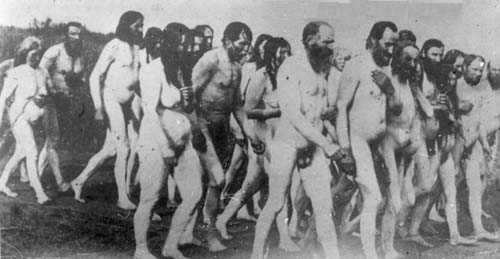
Нагой протест (1900-е годы)

В ответ свободники устроили необычные демонстрации протеста, на которых они раздевались догола, сжигали собственные деньги и вещи. Нагота для них имела также религиозный смысл: человеческая кожа, как Божье создание, более совершенна, нежели любая одежда и прочие несовершенные создания рук человеческих. Также публичная нагота воспринималась как протест против материалистических тенденций общества.
Незначительное меньшинство свободников в своём протесте против стяжательства и материализма пошли ещё дальше, занялись поджогами чужого имущества и устраивали взрывы самодельных бомб. Такие атаки периодически случались на протяжении всего двадцатого столетия, наиболее часто они совершались в период с 1920-х до 1960-х годов. Первый раз свободники использовали взрывчатые вещества в 1923 году; двое свободников-бомбистов совершили самоподрывы в 1958 и 1962 году. Целями поджогов и подрывов становилось как своё, так и чужое имущество, в том числе имущество соседей-духоборов, которым радикально настроенные свободники таким образом демонстрировали свою ненависть к материализму, государственные школы — в знак протеста против принуждения детей свободников к обучению в них, а также средства транспорта и связи. Известен случай подрыва железнодорожного моста в городе Нельсон (англ. Nelson) Британской Колумбии в 1961 году, после которого двое свободников были осуждены за терроризм. Большинство этих террористических актов исполнители совершали в обнажённом виде.
Правительства Канады и Британской Колумбии начали принудительно изымать детей из семей свободников и помещать их в центр интернирования (англ. internment center) в городе Нью-Денвер (англ. New Denver). Впоследствии высказывались обвинения в жестоком обращении с этими детьми там, и требования официальных извинений. Правительство Британской Колумбии опубликовало «Заявление о сожалении» (англ. Statement of Regret), которое одних удовлетворило, других — нет. Правительство Канады отказалось извиняться за то изъятие детей, заявив, что оно не несёт ответственности за действия провинциального правительства, совершённые пятьдесят лет назад.

## Операция «Хватка»: хронология
С 1953 по 1959 год примерно 200 детей свободников в возрасте от 7 до 15 лет были изъяты властями Британской Колумбии, канадской конной полицией и федеральными властями в ходе «Операции „Хватка“» (англ. Operation Snatch) и помещены центр для интернированных лиц в Нью-Денвере, условия содержания в котором были близки к тюремным, а заключённые дети фактически лишались прав человека.
- 1952. Недавно избранное правительство Британской Колумбии, сформированное Партией социального кредита Британской Колумбии и возглавляемое Уильямом Беннеттом (англ. William Andrew Cecil Bennett), начало искать решение так называемой «проблемы духоборов» (Doukhobor Problem)[9].

Тем временем Университет Британской Колумбии издал обескураживающий доклад об изъятии детей «Сынов Свободы».
- 1953. Правительство Британской Колумбии решило положить конец «беспорядкам», творимым радикальными «Сынами Свободы»[10].

Новый провинциальный закон Британской Колумбии сделал обучение в государственных школах обязательным для всех детей. Вскоре после этого власти провинции начали помещать детей в школы-интернаты.
- 9 сентября 1953 года. Конная полиция арестовала 148 участников нагой демонстрации около школы. Они были доставлены в Ванкувер и приговорены к различным срокам заключения в тюрьме Оакалла[англ.][10].

104 ребёнка в одном автобусе были доставлены в школу-интернат в Нью-Денвере.
- 18 января 1955 года. Конная полиция провела «Операцию „Крестова“», в ходе которой 70 полицейских врывались в дома жителей деревни Крестова (англ. Village of Krestova) и забрали у них 40 детей[9]. После неё количество учеников в школе-интернате в Нью-Денвере возросло до 72 человек, при том, что Департамент здравоохранения допускал не более 45-50 детей одновременно[9].
- 1955. Правительство решает привести в исполнение «Акт о защите детей» (англ. Protection of Children Act) в отношении детей «Сынов Свободы». Этот закон позволял всех этих детей, не посещавших школу по воле родителей и религиозным соображениям, объявить прогульщиками и удерживать в интернате в Нью-Денвере до тех пор, пока им не исполнится 18 лет[9].
- 6 января 1956 года. Пятеро конных полицейских получили ордер на розыск и задержание детей-прогульщиков[9].
- Май 1956 года. Вышла рекомендация о сокращении времени свиданий учащихся школы-интерната с родными. Теперь они могли видиться не более, чем с двумя членами семьи и только один час раз в три месяца. Но и этого свидания часто лишали за малейшую провинность[9].
- Июль 1956 года. Второй директор школы-интерната в Нью-Денвере (New Denver School) приказал огородить территорию школы забором. Свидания родителей с детьми теперь проходили под присмотром конной полиции, патрулирующей эту территорию[9].
- 1956 год. Духоборы в Британской Колумбии вновь получили право голоса на провинциальных и федеральных выборах[12].
- 1958 год. Один из «Сынов Свободы» подорвался на собственной бомбе[13].
- 31 июля 1959 года. Родителей заставили покласться перед магистратом в том, что они отправят детей в школу[9].
- 2 августа 1959 года. Оставшиеся 77 учащихся были выпущены из школы-интерната в Нью-Денвере[9].

- 1959-1962 годы. Свободники уничтожали имущество духоборов «Сообщества» и «независимых духоборов», Канадской тихоокеанской железной дороги, публичных зданий. Сотни человек были арестованы и приговорены к тюремному заключению[12].

1961 год. Духоборы в Британской Колумбии получили возможность выкупить обратно свои земли у провинциальных властей. Но такая возможность была предоставлена только индивидуалам, не бывшим членами коммуны.
- 1962 год. Ещё один «Сын Свободы» подорвался на собственной бомбе[13]. Сыны свободы из городка Крестова отправились в Ванкувер, чтобы устроить акцию протеста против арестов сторонников, обвиняемых в поджогах и подрывах[12].

Была создана «Ассоциация гражданских свобод Британской Колумбии» (англ. British Columbia Civil Liberties Association), озабоченная нарушениями прав человека провинциальными властями.
- 1964-1984 годы. Духоборы были в числе основных организаторов антивоенных демонстраций в Канаде, а также «Международного каравана мира и дружбы» (англ. Peace and Friendship Caravan International), проделавшего путь длиной 50 000 километров из Британской Колумбии в СССР[12]
- 1971 год. Правительство Канады провозгласило новую политику мультикультурализма, призванную признавать и уважать разнообразие канадцев.

Реплика общинного дома духоборов была возведена «Историческим обществом духоборов Кутенея» (англ. Kootenay Doukhobor Historical Society) в Британской Колумбии около Каслгара
- 1975 год. После разрушения здания «Союза духовных сообществ центра общества Христа» (англ. Union of Spiritual Communities of Christ Community Centre) в городе Гранд-Форкс Британской Колумбии, было построено новое[12]

В поджоге этого здания подозревались свободники.
- 1980 год. Официальное открытие Деревни национального духоборческого наследия, в центре которой находится общинный дом, построенный для Петра В. Веригина (англ. National Doukhobor Heritage Village), в особом районе Веригин провинции Саскачеван[12].
- 1982-1986 годы. После 40 лет поджогов и подрывов, совершённых «Сынами Свободы», правительство Британской Колумбии создало Расширенный кутенейский комитет межгрупповых отношений (англ. Expanded Kootenay Committee on Intergroup Relations)[12]. В нём собрались представители различных групп духоборов, правительственных департаментов и полиции[12].
- 1999 год. Омбудсмен выпустил доклад с призывом принести безусловные и однозначные публичные извинения и списком других рекомендаций по урегулированию. Вскоре после этого правительство стало формулировать ответ, приняло решение о том, что все заявления с требованием законной компенсации будут направляться прямо в суды. Но ни один из тех судебных процессов не был успешным[9][10].
- Март 2000 года. Законодательная комиссия Канады (англ. The Law Commission of Canada) завершила обширное исследование случаев насилия над детьми в Канаде, и выпустила финальный доклад «Восстановление достоинства» (Restoring Dignity)[8]

Законодательная комиссия Канады порекомендовала провинциальным и федеральным властям исправить исторические несправедливости в лучших интересах канадского общества.
- Октябрь 2004 года. Члены «Коллектива выживших в Нью-Денвере» пришли в Парламент Британской Колумбии (англ. British Columbia Legislature), надеясь наконец получить извинения[10]. Вместо этого, Джефф Плант (англ. Geoff Plant) от имени правительства Британской Колумбии принёс им «заявление о сожалении» (англ. statement of regret)[10].

## Операция «Хватка»: дополнительная информация
Когда правительство принимало решение об изъятии детей «Сынов Свободы», это было сделано в попытке дать ответ на массовые беспорядки, случившиеся в Кутенее. Министерство юстиции Канады встретилось с двумя проблемами при задержании и осуждении «Сынов Свободы»: где размещать осужденных взрослых и что делать с их детьми?
В годы, последовавшие за созданием школ-интернатов, «Сыны Свободы» в целом стали проблемой для Британской Колумбии, поскольку они также отказывались от государственной регистрации рождений, смертей и браков, происходивших в их общинах. Это вызвало немалую озабоченность в обществе, ещё более усилившуюся после нагих демонстраций протеста, поджогов и подрывов.